# Wanda Łyżwińska
Wanda Łyżwińska z domu Kapusta (ur. 9 lipca 1953 w Piasecznie) – polska polityk, rolnik, technik ekonomista, technolog żywienia, posłanka na Sejm IV i V kadencji.

## Życiorys
W 1973 ukończyła Liceum Ekonomiczne w Piasecznie. Studiowała też technologię żywienia w Wyższej Szkole Gospodarczej w Przemyślu. W latach 1973–1976 pracowała jako kasjerka w PKO BP. W 1975 zaczęła prowadzić wraz z mężem indywidualne gospodarstwo rolne w Hucie Skaryszewskiej. Była także współwłaścicielką firmy „Skarpol”. Wstąpiła do Polskiego Związku Łowieckiego. W 2008 przeszła na emeryturę.
W latach 70. była członkinią Zjednoczonego Stronnictwa Ludowego. W wyborach samorządowych w 1994 bez powodzenia ubiegała się o mandat radnej Skaryszewa. W 1995 wstąpiła do ZZR „Samoobrona”, a następnie także do partii Samoobrony RP.
W wyborach w 2001 liczbą 6927 głosów uzyskała mandat posła na Sejm jako kandydat Samoobrony RP z okręgu radomskiego. W wyborach w 2005 po raz drugi została posłem, otrzymując 7842 głosy. Zasiadała w Komisji Ustawodawczej, Komisji Skarbu Państwa oraz Komisji Mniejszości Narodowych i Etnicznych. Była także wiceprzewodniczącą Podkomisji nadzwyczajnej do spraw równego statusu kobiet i mężczyzn.
W wyborach w 2002 bez powodzenia ubiegała się o urząd prezydenta Radomia. Z poparciem 5,88% głosujących zajęła piąte miejsce spośród ośmiu kandydatów.
W przedterminowych wyborach parlamentarnych w 2007 bezskutecznie ubiegała się o reelekcję (otrzymała 1410 głosów). Do 2008 przewodniczyła zarządowi powiatowemu Samoobrony RP w Radomiu. Pełniła także funkcję wiceprzewodniczącej jej władz wojewódzkich i członkini rady krajowej partii.

## Postępowania sądowe
W październiku 2003 została skazana przez Sąd Rejonowy w Radomiu na karę 4200 zł grzywny za oszustwa podatkowe popełnione wraz z mężem. W marcu 2004 sąd o utrzymał wyrok w mocy. W styczniu 2009 Sąd Rejonowy w Radomiu skazał ją na karę roku i 6 miesięcy pozbawienia wolności z warunkowym zawieszeniem jej wykonania na pięcioletni okres próby oraz na karę grzywny za fałszowanie dokumentów (zgód na kandydowanie i oświadczeń lustracyjnych kandydatów Samoobrony RP do Sejmu) w trakcie kampanii wyborczej w 2001. W listopadzie tego samego roku Sąd Okręgowy w Radomiu utrzymał przedmiotowy wyrok w mocy.

## Życie prywatne
Jest żoną Stanisława Łyżwińskiego, ma dwóch synów: Błażeja i Cezarego, który był radnym sejmiku łódzkiego.